# Jürgen Matthias von der Hude
Jürgen Matthias von der Hude, auch van der Hude (* vor dem 12. Februar [Tauftag] 1690 in Lübeck; † 4. Juli 1751 ebenda) war ein deutscher Maler.

## Leben
Jürgen Matthias von der Hude war der Sohn des Lübecker Zinngießers und Ältermanns Heinrich von der Hude († 1728). Die Zinngießerfamilie von der Hude war seit dem 16. Jahrhundert in Lübeck tätig. Der Hauptpastor der Lübecker Marienkirche Bernhard Hinrich von der Hude war sein Bruder. Von der Hude trat vor allem als Porträtmaler, Ersteller von Titelblättern für Bücher Lübecker Gelehrter und als Zeichenlehrer hervor, er galt als „der beste unter den [Lübecker] Contrafeyern seiner Zeit“ und war in der Lage, den Bedarf an Porträts in Lübeck zu seiner Zeit weitgehend zu decken. Seine Bildnisse bieten aber nur wenige künstlerische Eigenheiten oder Spannungen.
Nach seinem Ableben erschien in den Lübeckischen Anzeigen 1751 ein Aufruf: „Wir haben allhier den 4ten dieses Monats unsern berühmten Contrefaiter Jürgen Matthias von der Hude durch den Tod eingebüßet. Es ist dadurch anderen geschickten Contrefaitern Gelegenheit erwachsen, dem Publico mit ihrer Kunst zu dienen….“
Die von ihm für Epitaphien in der Marienkirche gemalten Porträts des Superintendenten Johann Gottlob Carpzov, des Bürgermeisters Hermann Rodde und der Hauptpastoren Jacob von Melle und Bernhard Heinrich von der Hude (der Bruder des Künstlers) verbrannten sämtlich beim Luftangriff am Palmsonntag 1942.
Viele seiner Porträts, wie die von Georg Heinrich Götze, Magnus von Wedderkop, Johann Jacob von Melle und Johann Henrich von Seelen, sind durch Kupferstich-Kopien bekannt, die meist von dem Hamburger Kupferstecher Christian Fritzsch hergestellt wurden.

Porträts
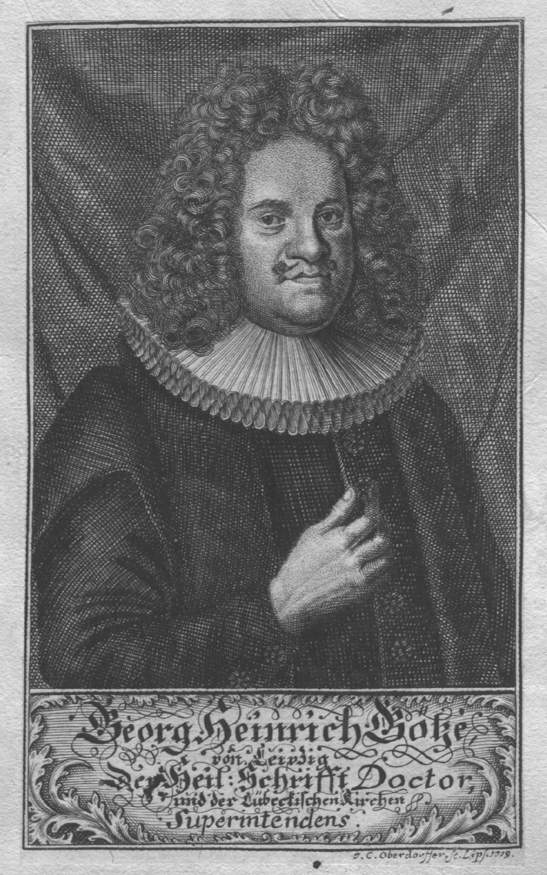
Georg Heinrich Götze
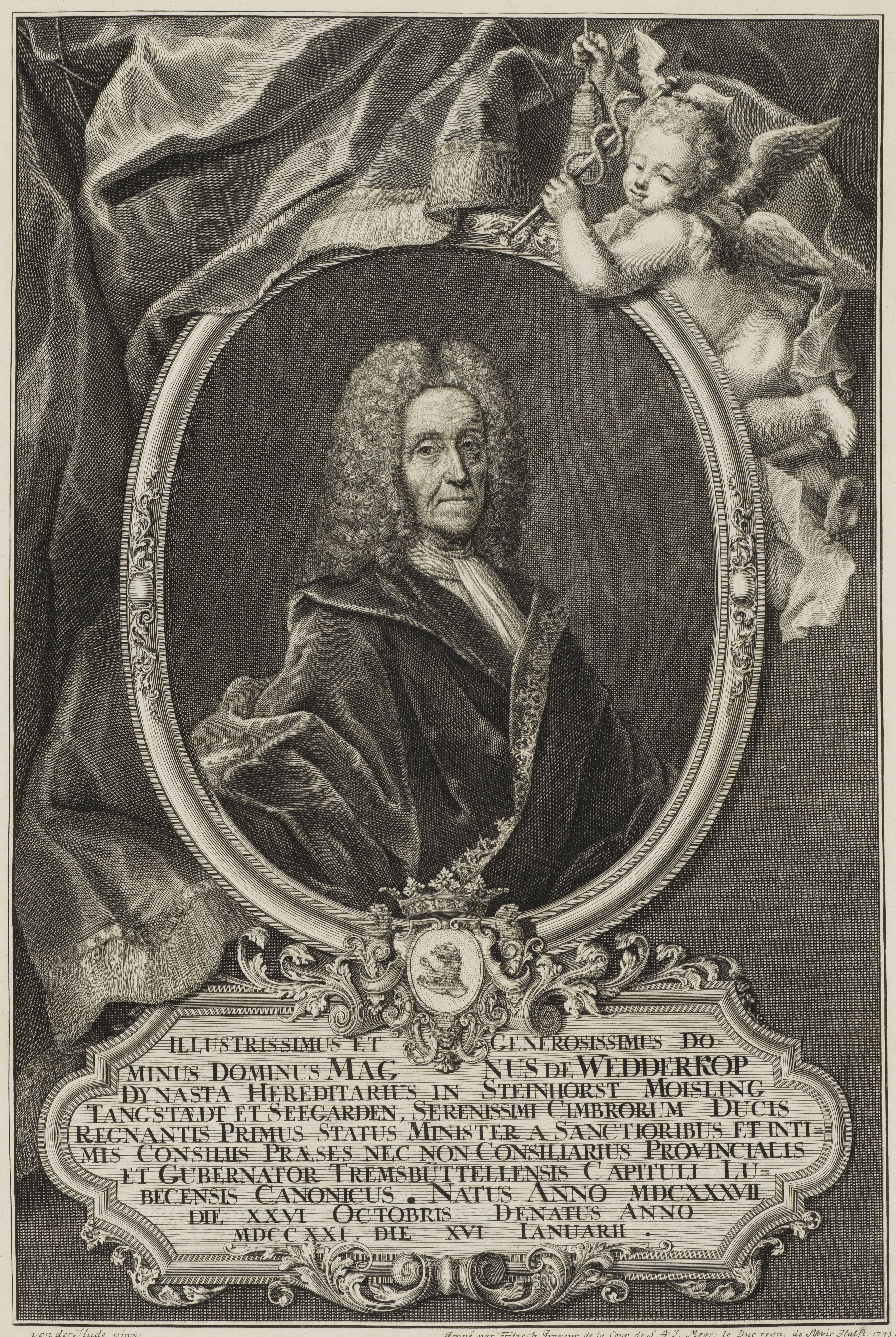
Magnus von Wedderkop
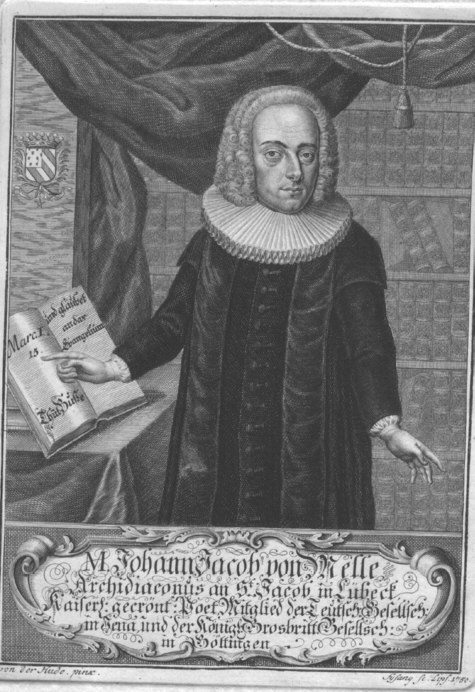
Johann Jacob von Melle
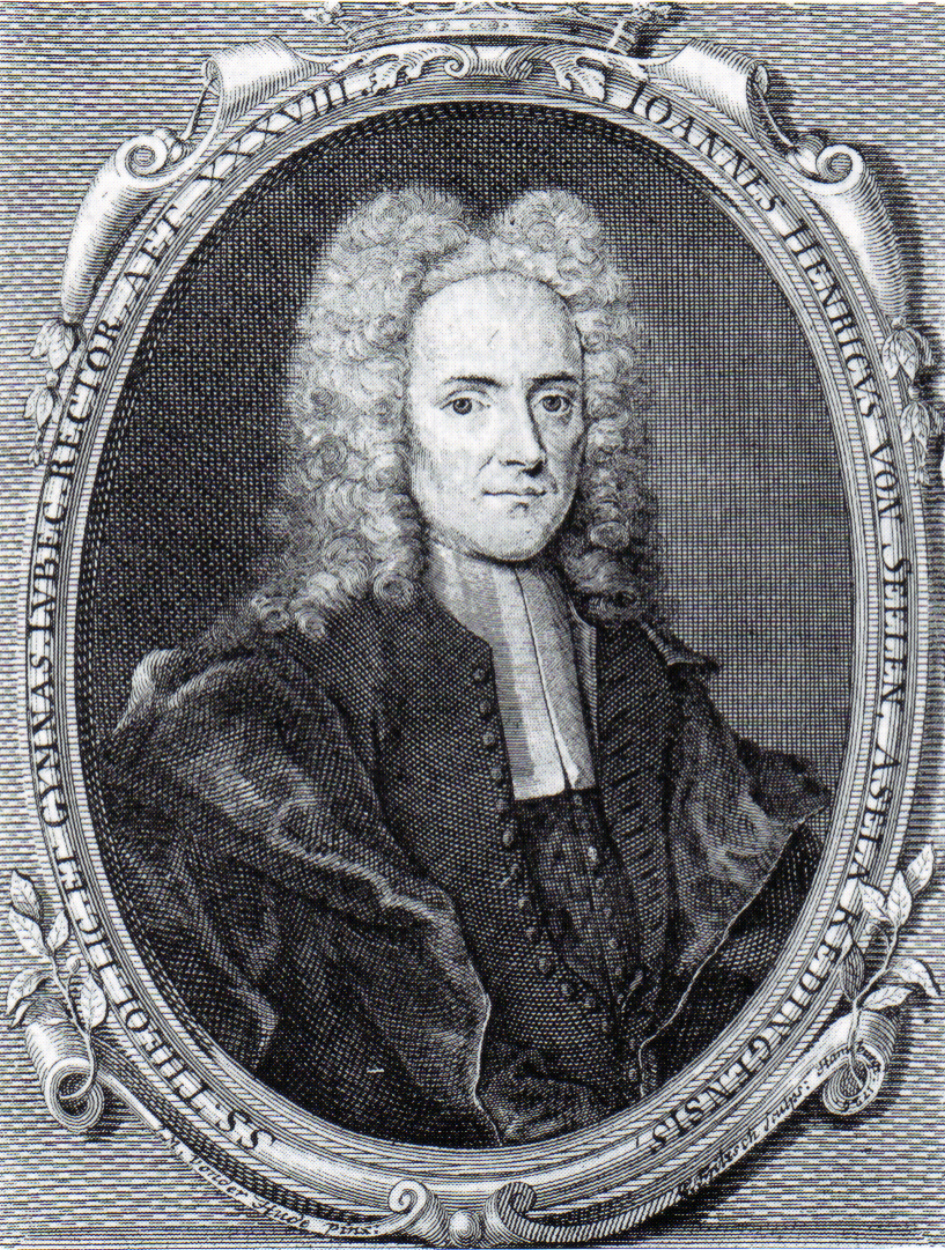
Johann Henrich von Seelen